# Plaza de Armas de Cajamarca
La Plaza de Armas es el espacio público más importante de la ciudad peruana de Cajamarca y una de las más amplias del país.
Es un lugar clave de la historia del Perú ya que fue escenario de la caída del Imperio incaico con la ejecución del inca Atahualpa. Actualmente en el lugar destaca una gran pileta de piedra labrada del siglo XVIII. Está ubicada en el Centro Histórico de Cajamarca.
A su alrededor se encuentran la catedral, la iglesia de San Francisco, la Municipalidad y hermosas casonas de construcciones coloniales que la convierten en un ciudad con gran influencia española y una de las más importante del país.

## Historia

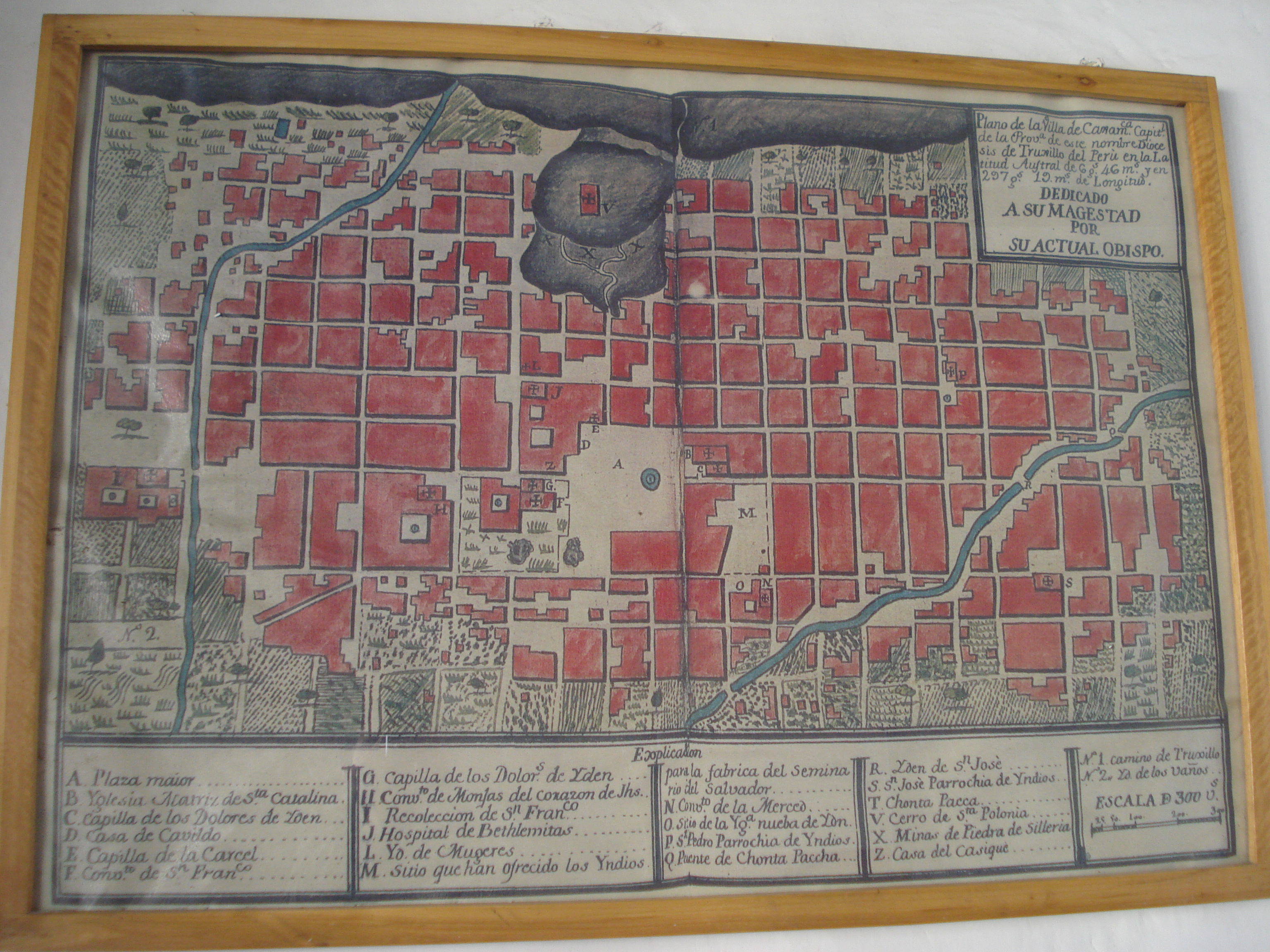
Plano de la ciudad de Cajamarca durante el Virreinato del Perú.

Históricamente, la plaza de Armas de Cajamarca, es una de las plazas más importante de Sudamérica [cita requerida]. Fue escenario de uno de los acontecimientos más notables, no solo de la historia de América, sino de la historia universal. En ella cayó el Imperio inca, luego de que el Inca Atahualpa fuese tomado prisionero en 1532.
En aquella época, esta plaza era un monumento amurallado de 400 metros de largo por 200 metros de ancho, y dentro de ella había tres pabellones, limitando en una de sus esquinas con una estructura a manera de castillo o fortaleza, llamado Ushnu. En esta histórica plaza comenzaba el camino entre la ciudad de Cajamarca y Baños del Inca.

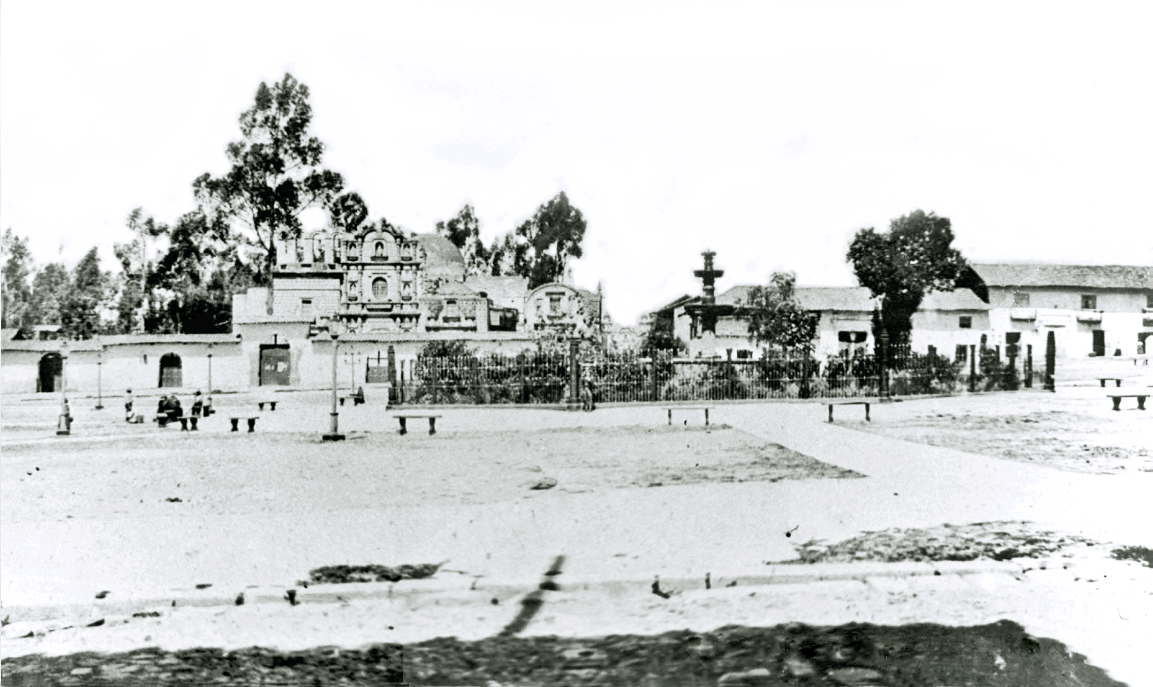
La Plaza de Armas en 1910.

Actualmente, la plaza ocupa la parte céntrica de la ciudad, con su gran pileta de piedra, construida en 1699; antiguamente había allí también una pérgola que ya ha desaparecido. Tiene como guardianes a dos hermosos templos coloniales, la Catedral y San Francisco; además, la rodean hermosas casonas, en una de ellas donde nació el héroe peruano, José Gálvez Egúsquiza.
La Ciudad de Cajamarca fue declarada Monumento Histórico Nacional, en el año 1982, mediante Ley N◦ 23484, que a la letra dice:

Declarase a la ciudad de Cajamarca monumento histórico; y de interés nacional, la restauración y conservación de sus restos arqueológicos y fincas coloniales y republicanas, de valor histórico y artístico, declaradas expresamente como tales por el Instituto Nacional de Cultura.

## Catedral

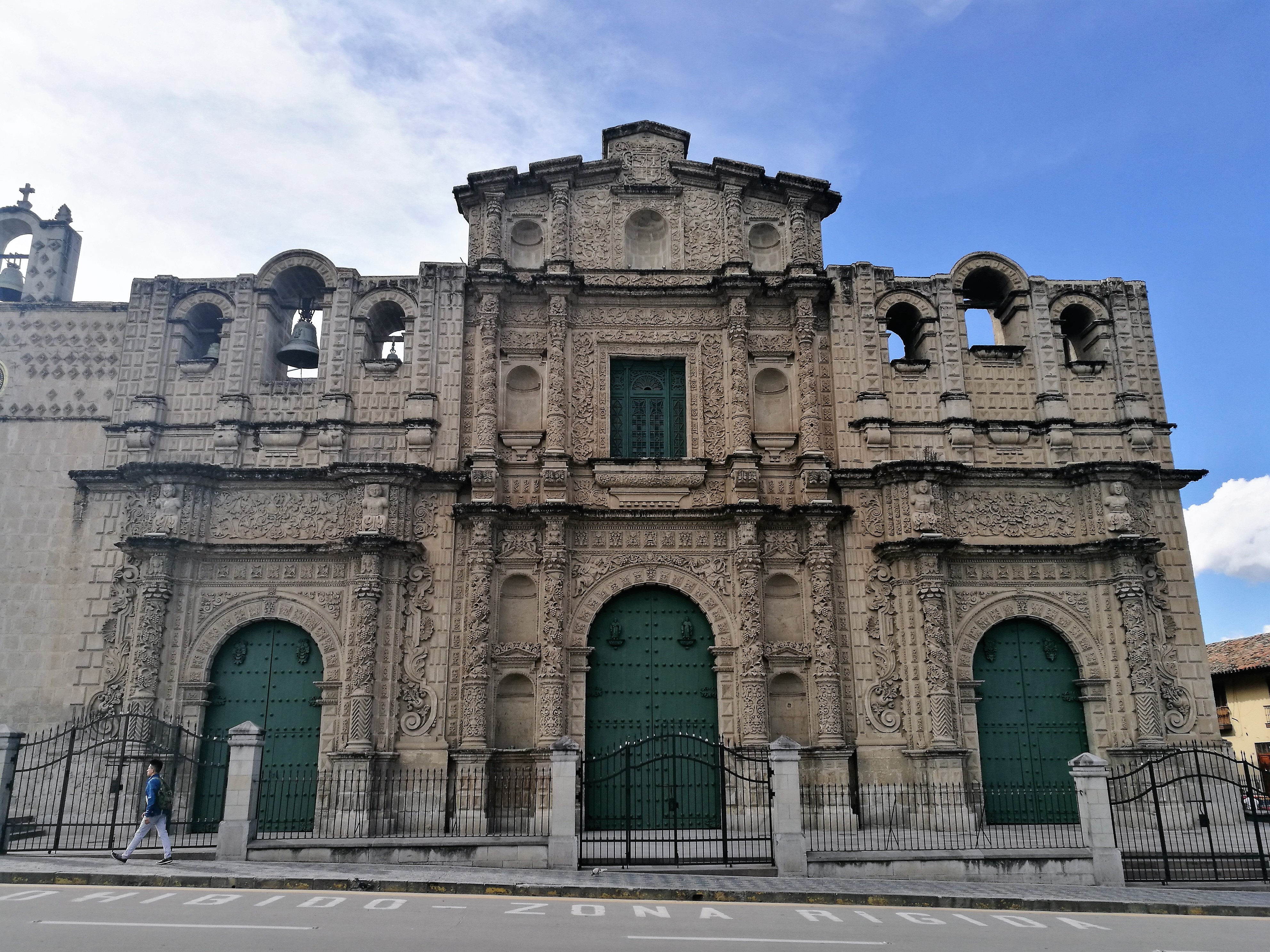
Catedral de Cajamarca

La Real Cédula del 26 de diciembre de 1665 ordenó el establecimiento de una parroquia de españoles en la ciudad de Cajamarca y se edificó en la antigua Casa de Justicia el templo que, en 1682, sería elevado a la categoría de catedral. En 1682 se comenzó a edificar, siendo conocida también como la iglesia de Santa Catalina. Está situada en el centro de la ciudad, en la Plaza de Armas. La fachada de la Catedral es uno de los más notables logros del arte latinoamericano y es la más decorada de todas las iglesias de Cajamarca y una de las mayores joyas arquitectónicas del Continente Americano. 
En sus tres naves destacan el altar mayor y el púlpito, ambos tallados en madera y recubiertos con pan de oro.

## Iglesia San Francisco

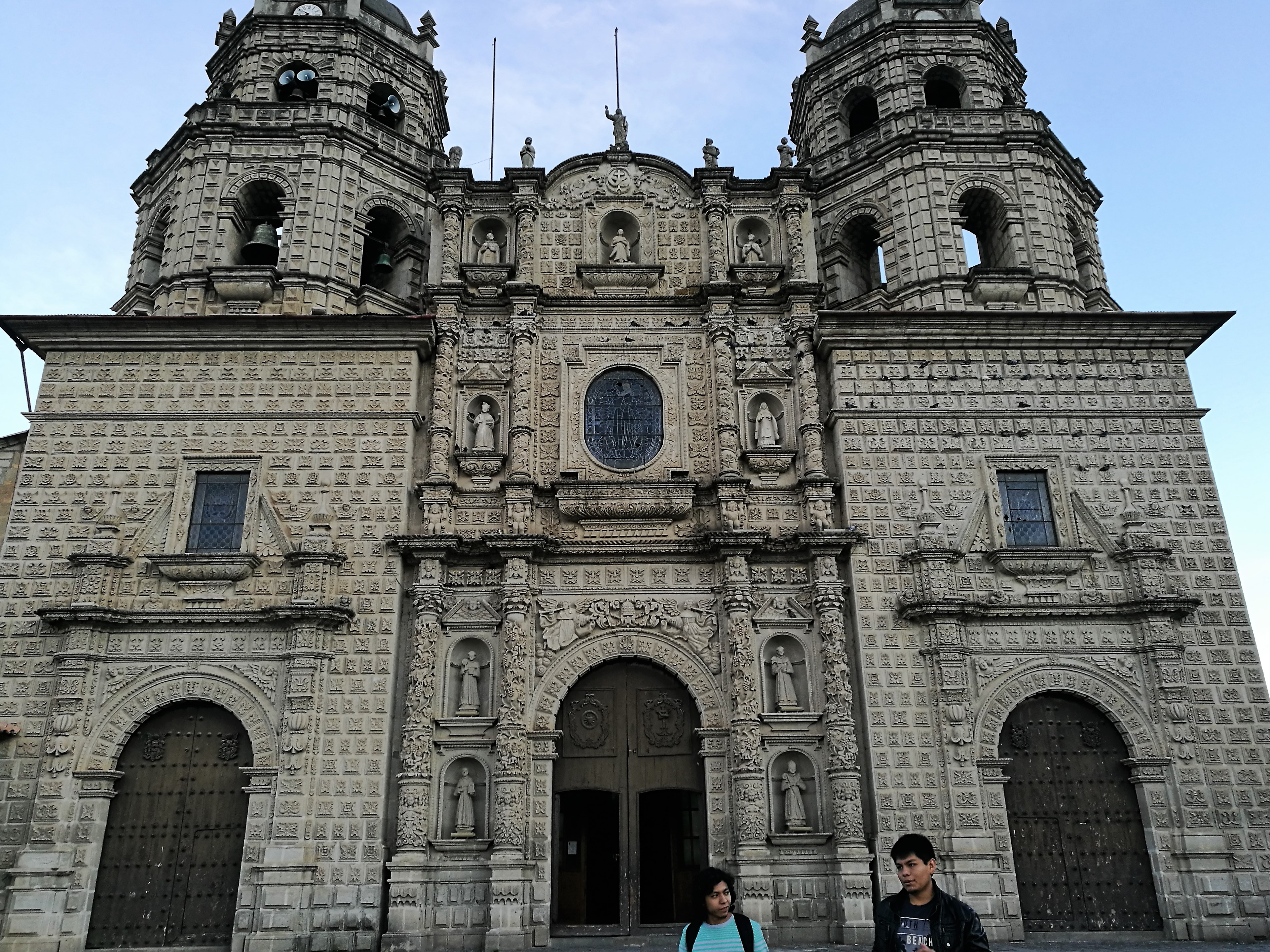
Iglesia de San Francisco

Es la iglesia más Grande e Imponente de la ciudad de Cajamarca. El primer edificio fue terminado en 1579 que fue luego demolida en 1687 para construir la actual iglesia. Esta se empezó en 1699 bajo la advocación de San Antonio de Padua, la construcción demoró 80 años.
El material fue donado por don Antonio Astopilco, que de esta manera ganó el derecho para él y su familia de ser sepultados en las catacumbas del templo. Su fachada es de estilo barroco y consta de tres cuerpos:
- El primer cuerpo tiene cuatro hornacinas, dos a cada lado. A la izquierda la hornacina superior tiene la escultura de San Pascual Bailón y la inferior a San Juan Capristano; a la derecha en el mismo orden están San Bernardino y San Luis Obispo, al centro hay dos ángeles que sostienen la Tiara Papal.

- En el segundo cuerpo, hay solo dos hornacinas, en la del lado izquierdo está la escultura de San Pedro Nolasco y a la derecha Santa Clara de Asís.

- En el tercer cuerpo hay tres hornacinas, a la izquierda está San Antonio, al centro, la virgen de la Inmaculada y a la derecha San Francisco de Asís.

La fachada culmina con una escultura de Cristo al centro, flanqueado por los cuatro evangelistas, dos a cada lado. 
Las torres fueron terminadas recién en 1958. Desde 1975, los claustros del convento franciscano fueron acondicionados como Museo de Arte Religioso.

## Santuario de la Virgen de los Dolores
Se ubica al lado derecho de la iglesia San Francisco. La virgen de los Dolores es la Patrona de Cajamarca. La capilla fue construida en 1722. En su interior destacan la representación de la Última Cena y el Lavado de los Pies, trabajados en piedra.
El altar de la Virgen es de estilo gótico y data de mediados del siglo XIX. En las paredes del lado izquierdo de la capilla se pueden apreciar tres cuadros del siglo XVII, de autores anónimos, que representan los milagros de la virgen Dolorosa.